# Makrout el koucha
Makrout el koucha, , , ou Makroudh el koucha (en arabe algérien: مقروط الكوشة  est une pâtisserie algérienne spécialité de l'est algérien et les villes de Blida et Médéa. Il s'appelle  Makrout el koucha car ce makrout est cuit au four d'où l'appellation makrout au four (makrout el koucha). Même s'il est cuit au four, ce makrout diffère d'une région à une autre. Par exemple celui de Constantine est fourré au dattes et pas trop épais tandis que le makrout de Blida est fourré aux fruits secs, où généralement l'amande est utilisé, et la pièce est épaisse.
Les artisans algériens se sont inspirés de ce makrout pour créer plusieurs variantes modernes telles que:
- Makrout qalb elouz[5] (en arabe algérien : مقروط قلب اللوز)
- Makrout el Warqa [6]( en arabe algérien : مقروط الورقة)
- Makrout fruités [7], sous forme de fuit fourré de fruits secs.
- Maroudh twissate
- Makrout prestige